# Зец Џоџо
Зец Џоџо (енгл. Jojo Rabbit) је драмедија из 2019. године, режисера и сценаристе Таике Ваититија, базирана према књизи Кристин Леунен из 2008,  Caging Skies. Роман Грифин Дејвис тумачи насловну улогу Јохана „Џоџоа” Бецлера, члана Хитлерове омладине који открива да његова мајка (Скарлет Џохансон) крије јеврејску девојку (Томасин Макензи) у њиховом поткровљу. Затим мора да преиспита своја уверења, док се бави интервенцијом свог замишљеног пријатеља, имагинарне верзије Адолфа Хитлера (Таика Ваитити) са комичним ставом о политици рата. У осталим улогама су Ребел Вилсон, Стивен Мерчант, Алфи Ален и Сем Роквел.
Рађен у ко-продукцији Сједињених Држава, Новог Зеланда и Чешке, филм је премијерно приказан 8. септембра 2019. на Филмском фестивалу у Торонту, где је освојио главну награду, Награду публике. Реализован је у америчким биоскопима 18. октобра 2019, док је у новозеландским биоскопима изашао 24. октобра исте године. Добио је углавном позитивне критике од стране критичара, који су нарочито похвалили глуму, режију, сценарио, визуелни стил, музику и продукцију, мада је изазвао критике због комичног приказа нациста.
Национални одбор за рецензију и Амерички филмски институт су изабрали овај филм као један од десет најбољих филмова 2019. године. На 77. додели Златних глобуса, филм је номинован за најбољи филм (мјузикл или комедија) и Дејвис за најбољег главног глумца (мјузикл или комедија). На 92. додели Оскара, филм је номинован у шест категорија, укључујући оне за најбољи филм и Џохансонова за најбољу споредну глумицу, а освојио је онај за најбољи адаптирани сценарио. Освојио је награду за најбољи адаптирани сценарио и на додели Награда Удружења сценариста Америке и на додели награда БАФТА.

## Радња
Џоџо Бецлер живи у Немачкој за време Другог светског рата. Неспретан у друштву, али поносан припадник Хитлерове омладине, проводи много времена са својим имагинарним пријатељом Адолфом, мазном, живахном верзијом фирера, склоном држању мотивационих говора. Разјарен је кад открије да његова мајка помаже Јеврејима које он мрзи јер су га тако научили. У тренутку када је Немачка на ивици слома, суочен је са избором да ли да остане одан својој мржњи или да прихвати своју хуманост.

## Улоге
| Глумац              | Улога               |
| ------------------- | ------------------- |
| Роман Грифин Дејвис | Јохан „Џоџо” Бецлер |
| Томасин Макензи     | Елса                |
| Таика Ваитити       | Адолф               |
| Ребел Вилсон        | Фролајн Рахм        |
| Стивен Мерчант      | Дирц                |
| Алфи Ален           | Финкел              |
| Сем Роквел          | капетан Кленцендорф |
| Скарлет Џохансон    | Рози Бецлер         |
| Арчи Јејтс          | Јорки               |